# Pauvre petit garçon !
Pauvre petit garçon ! (Povero bambino!) est une nouvelle à chute de Dino Buzzati, publiée en 1966 dans le recueil Le K.

## Résumé
À la fin du XIXe siècle, une mère de famille (Mme Klara) a un fils surnommé Dolfi (diminutif d'Adolf), un petit garçon exclu par les autres, au teint « blafard, presque vert », et dont elle a honte. 
Un jour, alors que la mère l'emmène au jardin public et parle à une de ses amies, le garçon revient en sang après s'être fait battre injustement par des garnements. Mme Klara réprimande pour cela son fils, rejetant ainsi toute la faute sur lui. Alors qu'elle quitte le parc, son amie lui dit : « Au revoir, madame Hitler », révélant ainsi que le garçon en question n'est autre que le jeune Adolf Hitler.

## Nouvelle à chute
Pauvre petit garçon ! est une nouvelle à chute, c'est-à-dire un récit qui, selon un procédé rhétorique, fait en sorte que la clef de l'intrigue soit dévoilée en toute fin de texte, voire à la dernière phrase.